# Swilengrad (stacja kolejowa)
Swilengrad – stacja kolejowa w Swilengradzie, w obwodzie Chaskowo, w Bułgarii. Jest stacją graniczną na granicy z Turcją i Grecją. Stacja została wybudowana w 1874 roku przez Chemins de fer Orientaux jako część połączenia kolejowego Stambuł-Wiedeń. Obsługuje pociągi regionalne do Dimitrowgradu jak również Bosforski Express do Bukaresztu i Bałkański Express do Belgradu przez Sofię, kursujące ze Stambułu.